# Eriosema grandiflorum
Eriosema grandiflorum là một loài thực vật có hoa trong họ Đậu. Loài này được (Schltdl. & Cham.) G.Don miêu tả khoa học đầu tiên.